# Distrito electoral 5 (condado de Cedar, Nebraska)
El distrito electoral 5 (en inglés: Precinct 5) es un distrito electoral ubicado en el condado de Cedar en el estado estadounidense de Nebraska. En el Censo de 2010 tenía una población de 423 habitantes y una densidad poblacional de 4,61 personas por km².

## Geografía
El distrito electoral 5 se encuentra ubicado en las coordenadas 42°44′58″N 97°10′58″O / 42.74944, -97.18278. Según la Oficina del Censo de los Estados Unidos, el distrito electoral 5 tiene una superficie total de 91.77 km², de la cual 91.06 km² corresponden a tierra firme y (0.78%) 0.71 km² es agua.

## Demografía
Según el censo de 2010, había 423 personas residiendo en el distrito electoral 5. La densidad de población era de 4,61 hab./km². De los 423 habitantes, el distrito electoral 5 estaba compuesto por el 99.05% blancos y el 0.95% pertenecían a dos o más razas.